# 小田泰知
小田 泰知（おだ やすとも）は鎌倉時代中期の武士。

## 生涯
常陸国守護を務めた有力御家人・小田知重の嫡男として生まれる。祖父は幕府初期の重臣だった八田知家。祖父・父の跡を継いで常陸守護を務めた。泰知は寛元3年（1245年）35歳で死去したが、嫡男・時知は当時幼く、あるいは生母が宝治元年（1247年）の宝治合戦で没落した三浦氏の出身だったため、従弟の宍戸家周（国家）が守護職を継ぐことになった。